# قمار عاشقانه
قمار عاشقانه، عنوان کتابی‌ست نوشته عبدالکریم سروش، نویسنده و فیلسوف ایرانی، دربارهٔ سلوک و منش مولانا جلال‌الدین محمد بلخی و آشنایی‌اش با شمس تبریزی.

این  کتاب به شرح زندگانی و سلوک معنوی مولانا می‌پردازد، دراین کتاب، سروش با قلمی تحلیلگرانه به تشریح مقاطع معرفتی مولانا در طی زندگانی‌اش می‌پردازد. آن‌چنان‌که نویسنده «زاهد با ترس» و «سجاده‌نشین باوقار» و «شیخ زیرک» و «مرده گریان» و «شمع جمع منبلان» قصه را پس از «طلوع شمس عشق» در «افق اقبالش»، «زنده‌ای خندان»، «عاشقی پران»، «یوسفی یوسف‌زاینده» و «آفتابی بی‌سایه» وصف می‌کند و او را به توصیف خود مولانا قمارباز عاشق می‌خواند.

## فهرست
- پیش‌گفتار
- قمار عاشقانه
- مولوی و تصوف عشقی
- غم عاشقی و خنده معشوقی
- خنده نمکین خداوند
- شمس و مولانا
- تاویل در مثنوی
- حسین بن علی و جلال‌الدین رومی
- قصه موسی و شبان و رازهای نهان
- دریا و آفتاب در شعر مولوی
- داستان معاویه و ابلیس

## شمس و مولانا
سروش در این کتاب، در مورد دیدار مولوی با شمس، به تفصیل سخن برده‌است، به صورت اجمالی از دیدگاه او شمس مولانا را از قیدها بری و از بندها رها می‌کند و او را آزاد می‌کند، در صفحه ۱۱۱ کتاب، نویسنده چنین می‌نگارد:
شمس با جلال‌الدین جز این نکرد. جامه‌های ژنده او را از تن بیرون آورد، (ژنده‌هایی که جلال‌الدین، مستوری و آبرو و حشمت خود را بدان‌ها وابسته می‌دید) و او را عریان رها کرد. آنگاه آن تن عریان، بی وام کردن از کسی، خود به بافتن جامه دست برد، و قبایی از اطلس بر خود پوشاند و بر ژنده‌های پیشین نفرین و نفرت فرستاد:

| تابش جان یافت دلم واشد و بشکافت دلم |  | اطلس نو بافت دلم دشمن این ژنده شدم |
| زهره بدم، ماه شدم چرخ دو صد تاه شدم |  | یوسف بدم ز کنون، یوسف زاینده شدم   |

آن جامه‌های ژنده چه بود؟ نام، شهرت، مریدان، سمت شیخ‌الاسلامی، ادعای عالم بودن، بال وپر و ساز و برگ و حشمت و ثروت، مقام افتاء، مدرس بودن،... هریک از این زنجیرها کافی بود تا شیری یا شاهینی را برای همه عمر در بند نگاه دارد. شمس به جلال‌الدین درس دیوانگی داد تا زنجیرها را پاره کند، ژنده‌ها را بدرد و به دور اندازد، تا ماه شخصیت او از پس آن ابرهای تیره، برآید و خورشیدوار، شب عالم را روز کند...